# Montecatini Val di Cecina
Montecatini Val di Cecina ist eine italienische Gemeinde mit 1688 Einwohnern (Stand 31. Dezember 2023) in der Provinz Pisa in der Region Toskana.

## Geografie

Lage der Gemeinde in der Provinz Pisa

Die Gemeinde liegt ca. 85 km südwestlich von Florenz und 60 km südöstlich von Pisa im Weinbaugebiet des Montescudaio. Der Ort liegt in der klimatischen Einordnung italienischer Gemeinden in der Zone E, 2 107 GG. Wichtigster Fluss der Gemeinde ist der Cecina (9 von 78 km im Gemeindegebiet). Etwas östlich der Altstadt liegt der Montecatini-Orendit. Die Kirchen des Ortes und der Ortsteile sind Teil des Bistums Volterra und gehören somit dem Erzbistum Pisa als Suffragandiözese an.
Zu den Ortsteilen zählen Buriano, Casaglia (130 m), Casino di Terra (68 m), Gabella (54 m), Gello, Miemo (416 m), Mocajo, Ponteginori (54 m), Querceto (260 m) und Sassa (366 m).
Die Nachbargemeinden sind Bibbona (LI), Guardistallo, Lajatico, Montescudaio, Monteverdi Marittimo, Pomarance, Riparbella und Volterra.

## Geschichte
Das Castello di Montecatini wurde um 960 von der Volterranischen Familie der Belforti gegründet. Der Ort wurde erstmals 1099 in einem Dokument des Bischofs Pietro von Volterra als Monte Leone bzw. Castrum Montis Leonis (Löwenberg bzw. Kastell Löwenberg) erwähnt. Nach der Niederlage Volterras gegen Pisa 1316 ging der Ort in den Pisanischen Herrschaftsbereich über, überließen ihn aber wieder um 1350 an die Familie der Belforti. 1472 fiel der Ort unter die Kontrolle von Florenz und dem Vikariat Val di Cecina mit Sitz in Pomarance.
Vom 19. Jahrhundert bis 1907 war die Kupferindustrie in Caporciano (ca. 1 km westlich vom historischen Ortszentrum) wichtig und wurde dadurch namensgebend für das Unternehmen Montecatini (heute Montedison), ab 1911 wurde die Halitherstellung durch die belgische Firma Solvay zur Hauptindustrie.
Während der nationalsozialistischen Besatzung 1943–44 war die Gemeinde Montecatini Val di Cecina wegen der sehr zerklüfteten und fast vollständig bewaldeten Landschaft Schauplatz bedeutender Ereignisse im Partisanenkampf. Die Partisanenbrigade „Otello Gattoli“ operierte in diesem Gebiet. Am 29. Juni 1944 wurden im Nachbarort Guardistallo bei einer Vergeltungsmaßnahme 11 Partisanen und 46 Zivilpersonen von der Wehrmacht getötet.

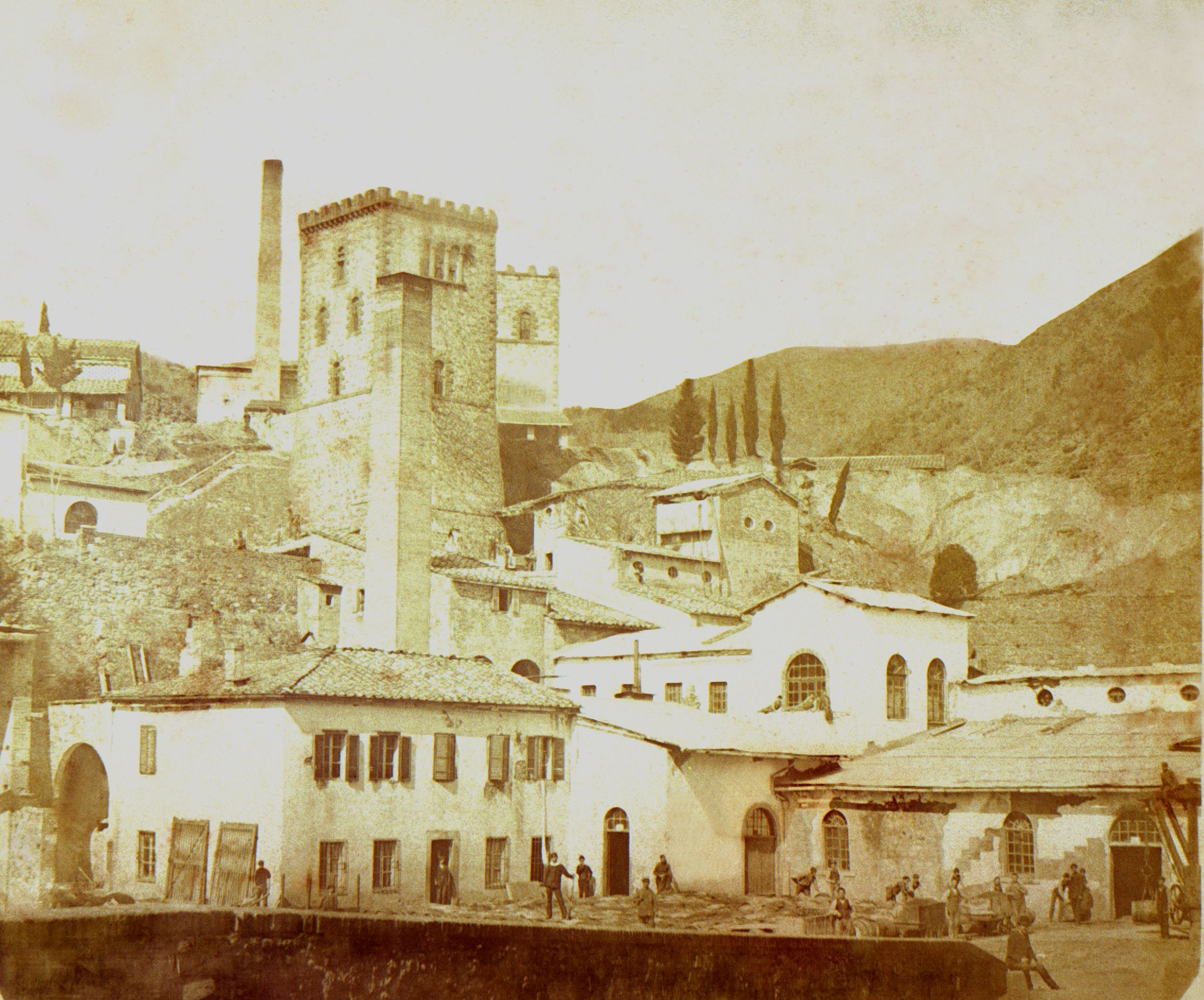
Minen von Caporciano Ende 19. Jahrhundert
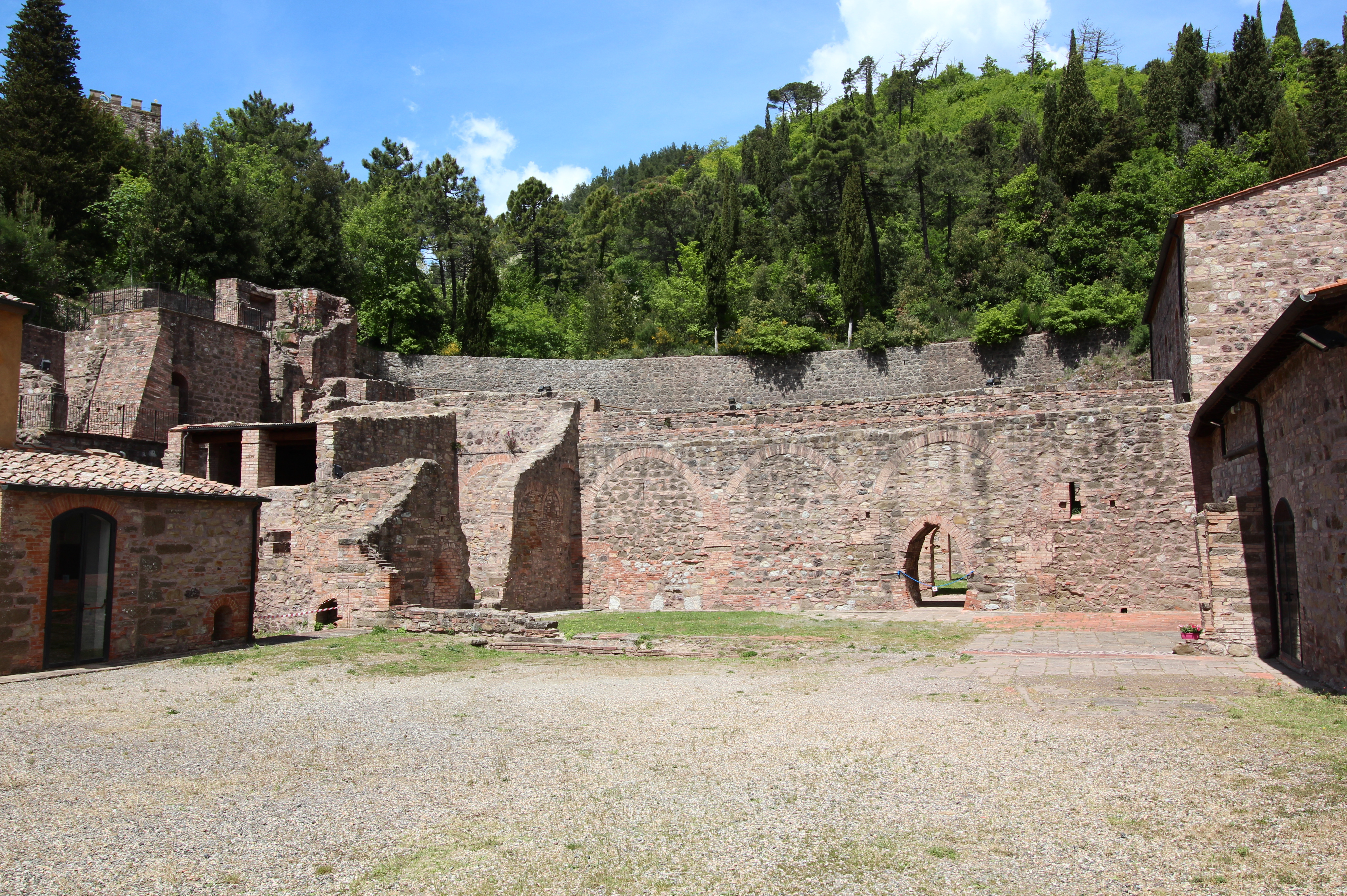
Die ehemaligen Minen heute
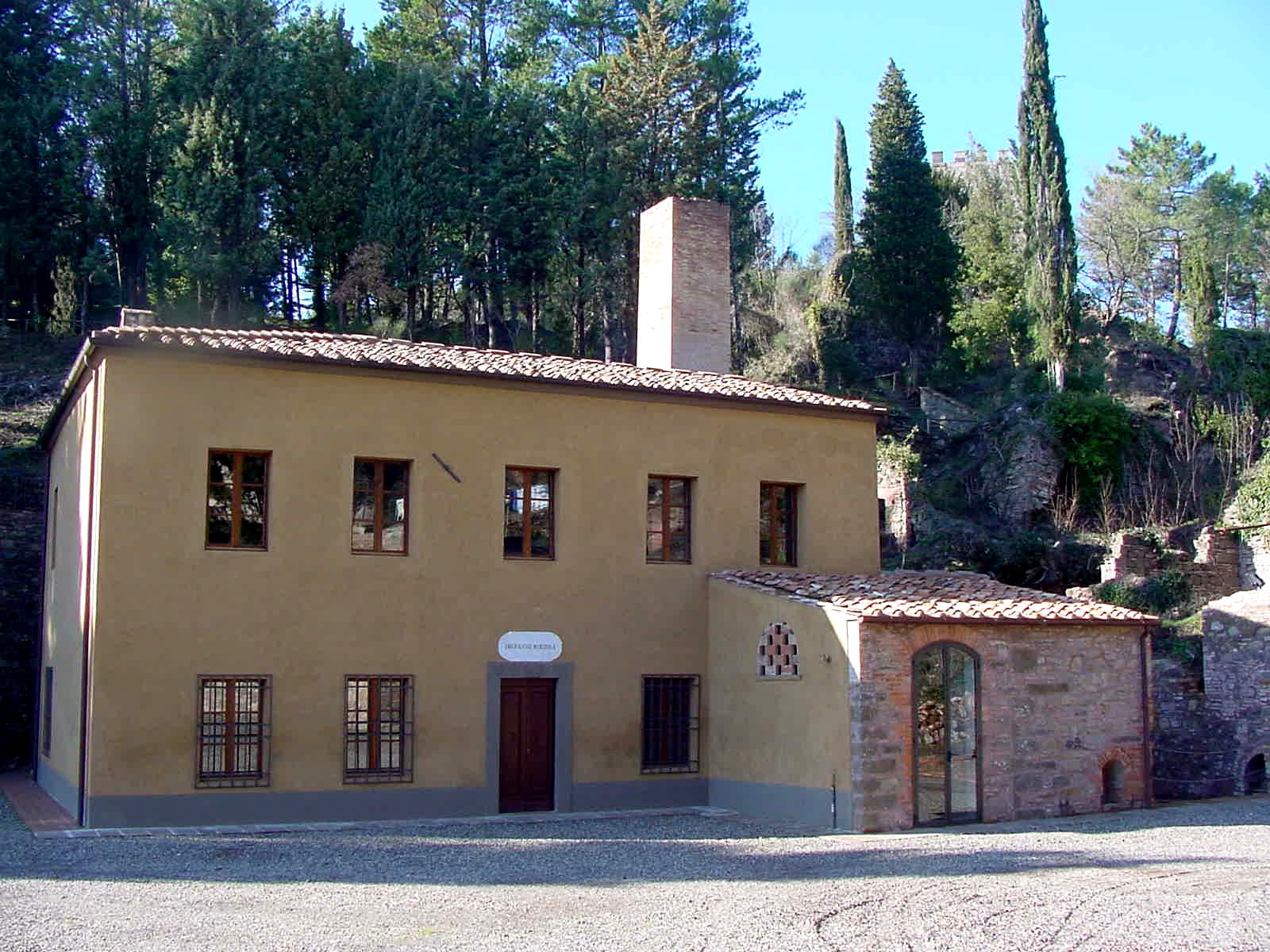
Erhaltenes Gebäude

## Sehenswürdigkeiten

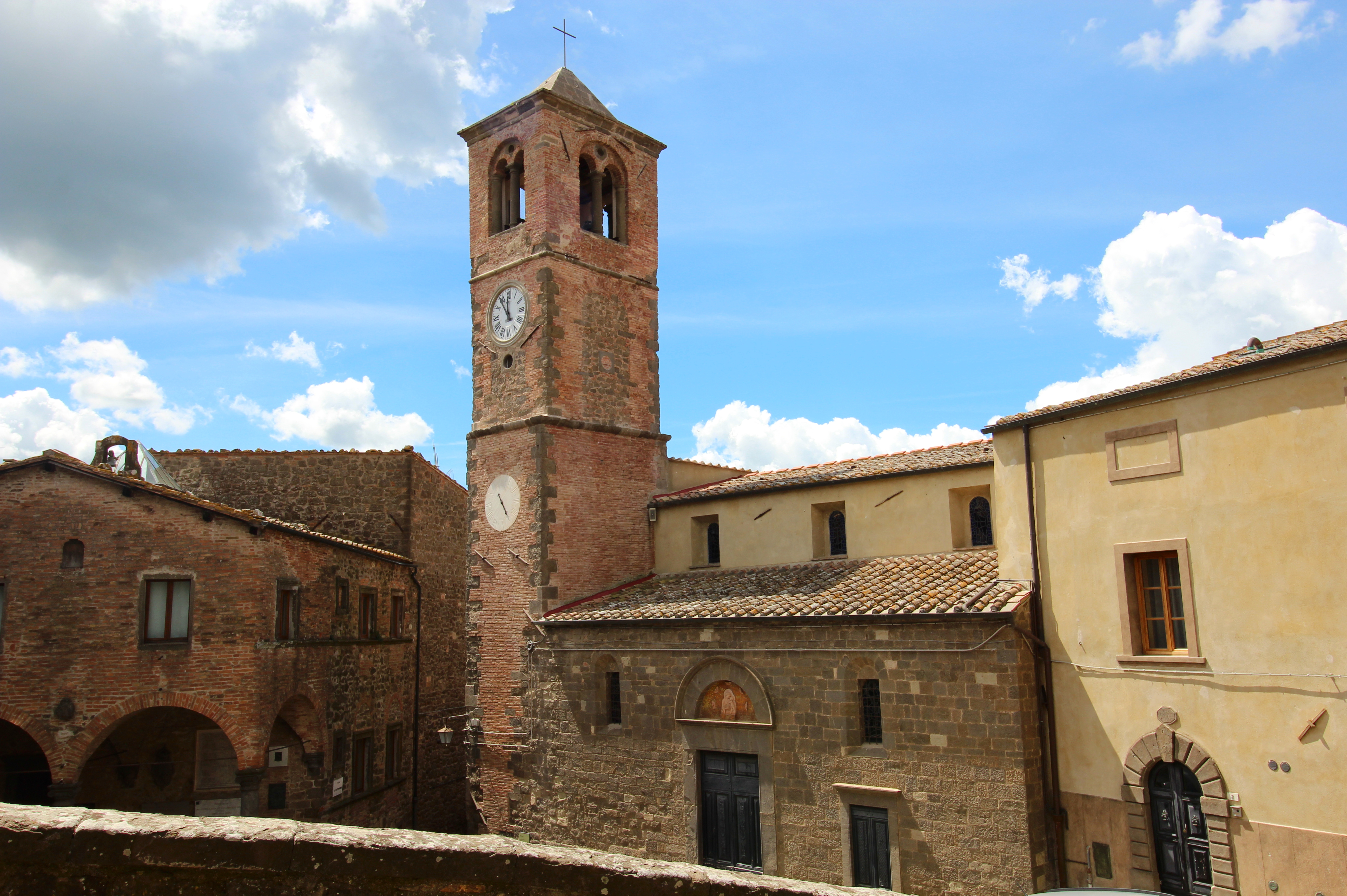
Die Kirche San Biagio

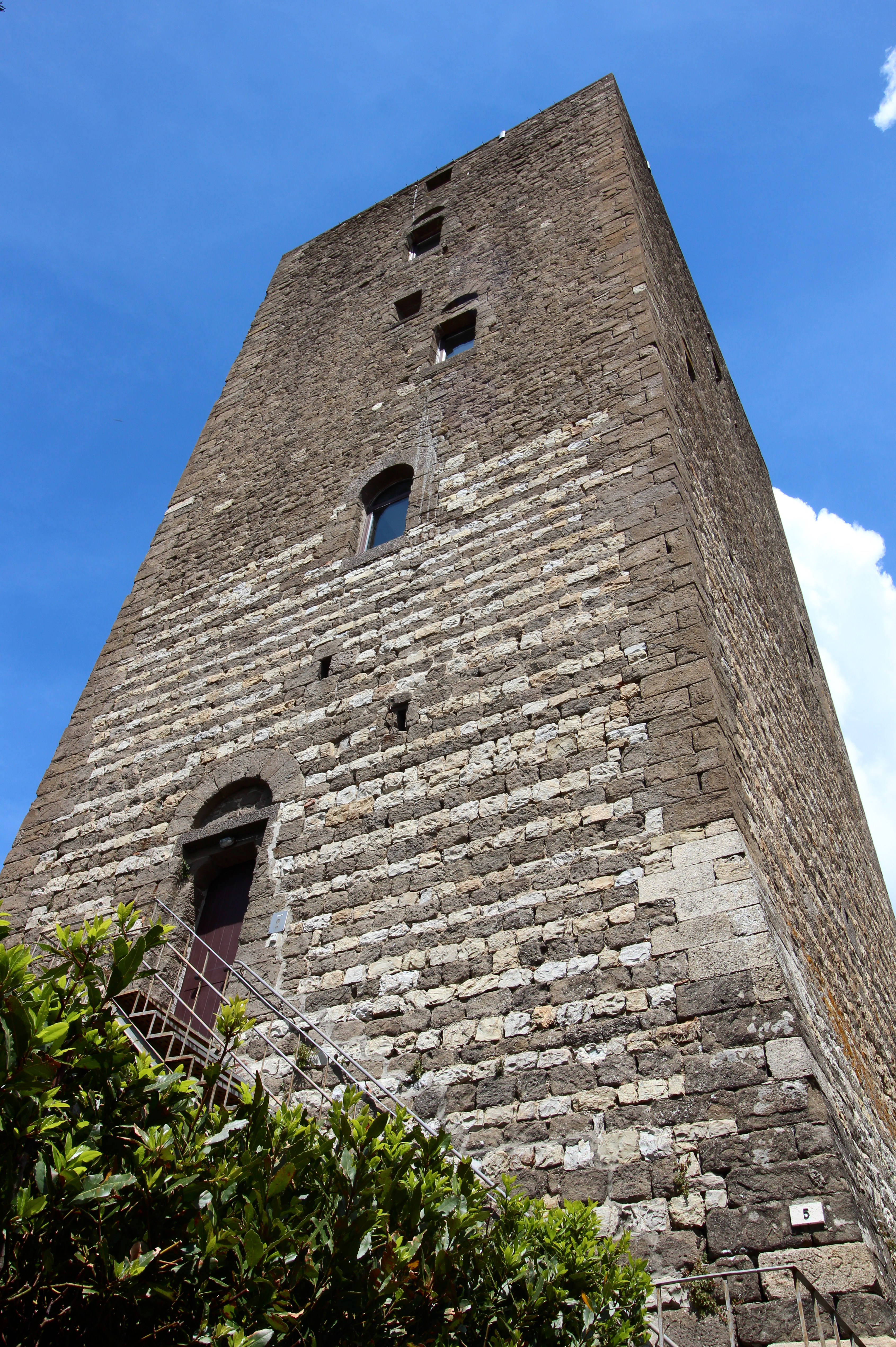
Der Torre dei Belforti

- San Biagio, Kirche im Ortskern, die am 30. Januar 1361 konsekriert und im 16. Jahrhundert stark verändert wurde. Enthält Werke von Cristoforo Roncalli (auch Il Pomarancio genannt), ein Tafelgemälde von Neri di Bicci (Martirio di San Sebastiano con i Santi Biagio e Antonio Abate) und zwei Statuen des San Biagio von Andrea della Robbia.[7]
- Palazzo Pretorio, 14. Jahrhundert. War bis 1957 Rathaus des Ortes und beheimatet heute das Museum Museo delle Miniere di Montecatini.[9]
- Torre dei Belforti, Geschlechterturm im Ortskern aus dem 11. Jahrhundert[10]
- Stadtmauern mit dem Doppeltor Porte Castellane
- Oratorio di Santa Barbara, Oratorium bei den Minen von Caporciano. Entstand 1787 aus dem alten und beschädigten Gebäude von 1658.[7]
- San Niccolò, Kirche im Ortsteil Buriano
- San Giovanni Battista a Casaglia, 1274 dokumentierte Pieve im Ortsteil Casaglia[7]
- San Lorenzo Martire, romanische Kirche im Ortsteil Gello[7]
- Sant’Andrea apostolo, Kirche im Miemo, die 1303 erwähnt wurde[7]
- Ponte Ginori, Brücke im Ortsteil Ponteginori an den Flüssen Cecina e Trossa, die von 1831 bis 1835 durch Initiative des Grafen Conte Carlo Ginori entstand.[11]
- San Giovanni Battista im Ortsteil Querceto, im 13. Jahrhundert entstandene Pieve[7]
- San Martino, Kirche in La Sassa, wahrscheinlich aus dem 11. Jahrhundert. Wurde von 1780 bis 1790 wesentlich umgebaut und erneuert.[7]
- Oratorio del Redentore, in Sassa, 17. Jahrhundert[7]

## Verkehr
Der Ort hat zwei Haltestellen an der 1863 eröffneten Bahnstrecke Cecina–Volterra:
- Ponte Ginori im Ortsteil Ponteginori, ca. 6,5 km südlich des Hauptortes.
- Casino di Terra in Casino di Terra, Ortsteil von Montecatini Val di Cecina und Guardistallo, ca. 9 km südlich des Hauptortes.

## Söhne und Töchter der Gemeinde
- Roberto Tancredi (* 1944), Fußballspieler